# Crocidura makeda
Crocidura makeda és una espècie d'eulipotifle de la família de les musaranyes (Soricidae). És endèmica d'Etiòpia, on viu a altituds properes d'entre 3.121 i 3.783 msnm. El seu hàbitat natural és un mosaic d'herbassars afromontans amb roques volcàniques, matolls petits i lobèlies. Té una llargada de cap a gropa de 68–83 mm, la cua de 31–50 mm, un pes de 8,5–15 g i el pelatge de color marró grisenc. El seu nom específic, makeda, és el nom de la reina de Sabà en etiòpic.